# Pic Otal

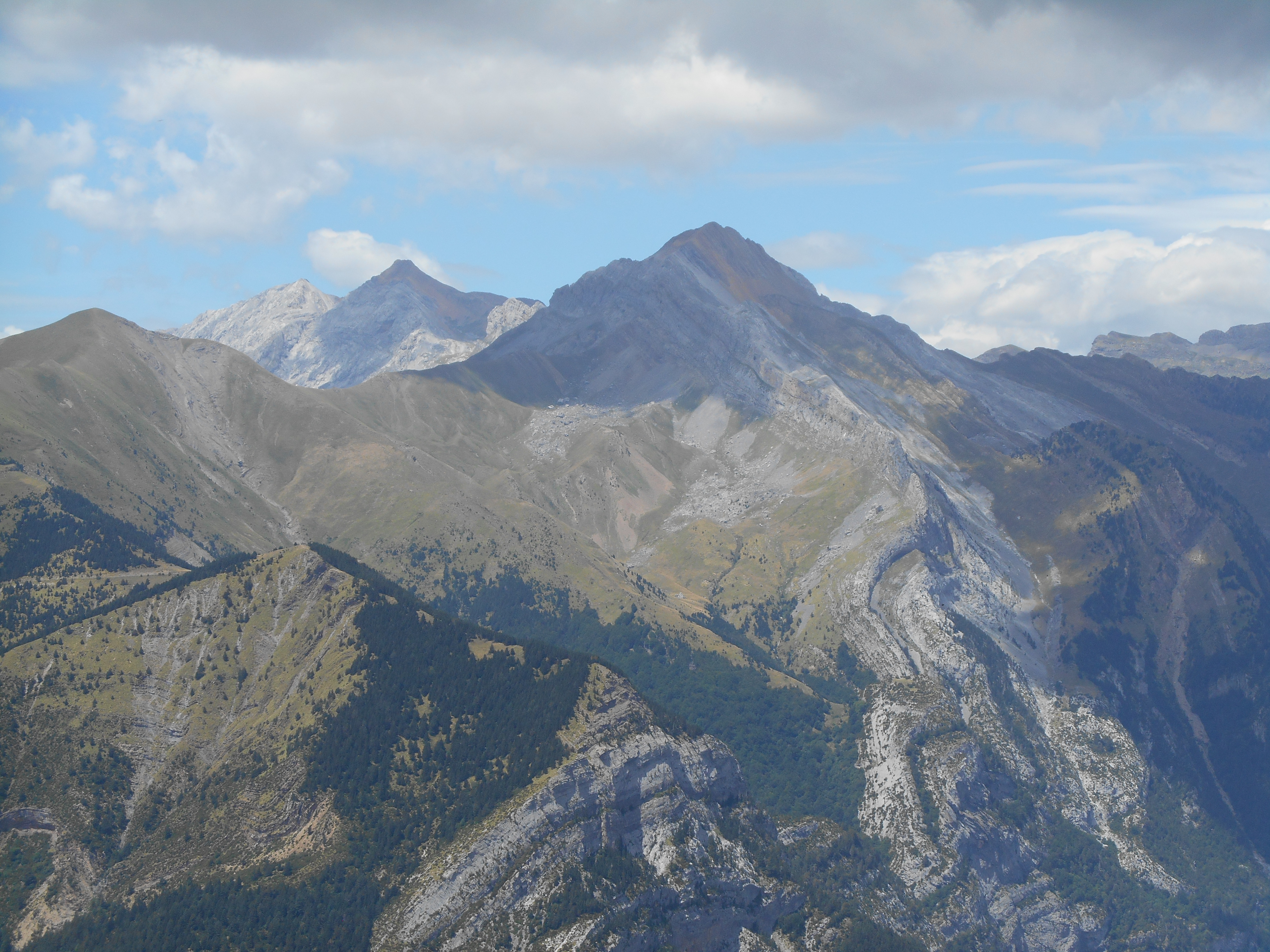
Penya d'Otal al centre des d'Ordesa.

El Pic Otal, Penya Otal o Aranyonera és una muntanya de 2.701 metres que es troba a la província d'Osca (Aragó).